# 5779 Schupmann
5779 Schupmann este un asteroid din centura principală, descoperit pe 23 ianuarie 1990, de Seiji Ueda și Hiroshi Kaneda.